# 秋秋里夫希納
50°16′48″N 34°9′26″E / 50.28000°N 34.15722°E
秋秋里夫希納（烏克蘭語：Тютюрівщина），是烏克蘭中部的村莊，隸屬波爾塔瓦州的米爾霍羅德區。該村距離尤爾伊夫卡1公里，始建於1815年，面積0.84平方公里，海拔高度120米，2001年人口114。